# Gletscherhorn
Gletscherhorn je hora v Bernských Alpách ve Švýcarsku. Nachází se ve skupině Jungfraugruppe na hranicích mezi kantony Bern a Valais. Leží nad vesnicí Stechelberg asi 20 km jihozápadně od města Interlaken.
Na severu sousedí s vrcholem Louwihorn (3777 m), na jihozápadě s vrcholem Äbeni Flue (3962 m). Louwihorn je oddělen bezejmenným sedlem 3637 m, Äbeni Flue je oddělen sedlem Gletscherjoch (3764 m). Na severozápadě stéká ze svahů hory ledovec Rottalgletscher, na východě Kranxbergfirn a na jihu Gletscherhornfirn.
Na vrchol poprvé vystoupili 15. srpna 1867 James John Hornby a Christian Lauener. Dnes lze na vrchol vystoupit od chaty Hollandiahütte (3158 m) nebo od chaty Konkordiahütte (2850 m). V obou případech se jedná o ledovcovou túru.